# T-Bone Walker
Aaron Thibeaux Walker (Linden, Texas, 28 de mayo de 1910-Los Ángeles, California, 16 de marzo de 1975), conocido como T-Bone Walker, fue un músico, compositor, letrista y director de banda de blues estadounidense, pionero e innovador del jump blues, el blues de la Costa Oeste y el blues eléctrico. En 2018, la revista Rolling Stone lo colocó en el puesto 67 de su lista de "Los 100 mejores guitarristas de todos los tiempos".

## Biografía
Aaron Thibeaux Walker nació en Linden, Texas. Sus padres, Movelia Jimerson y Rance Walker, eran músicos. Su padrastro, Marco Washington (miembro de la Dallas String Band), le enseñó a tocar la guitarra, el ukelele, el banjo, el violín, la mandolina y el piano.
De joven su familia se mudó a una región del sur de Dallas conocida como Oak Cliff.  Walker comenzó su carrera siendo un adolescente en Dallas en la década de 1920. Su madre y su padrastro eran músicos, y Blind Lemon Jefferson, un amigo de la familia, a veces venía a cenar. Walker dejó la escuela a los 10 años, y a los 15, ya era un intérprete profesional en el circuito de blues. Al principio, era el protegido de Jefferson y le guiaba por el Deep Ellum, Dallas para sus actuaciones.
Su debut discográfico fue con el sencillo Wichita Falls Blues/Trinity River Blues para el sello Columbia en 1929, bajo el nombre de Oak Cliff T-Bone. Oak Cliff es la comunidad en la que vivía entonces, y T-Bone es una deformación de su segundo nombre.
Walker se casó con Vida Lee en 1935; la pareja tuvo tres hijos.

## Trayectoria
Aún no tenía su sonido tan particular hasta 1942, cuando Walker grabó "Mean Old World" para el sello Capitol. Sus solos de guitarra en estas grabaciones fueron el primer esbozo de lo que posteriormente, sentarán el sonido de la guitarra eléctrica en el blues.
Mucho material de Walker, grabado entre 1946 y 1948 para el sello Black & White, incluían el hoy clásico "Call It Stormy Monday (But Tuesday Is Just As Bad)" y "T-Bone Shuffle". Esos temas se convertirían en clásicos y fueron interpretados por músicos de todos los géneros; artistas de blues como Albert King, B.B. King y Albert Collins o roqueros como Gary Moore.
En esta etapa grabó con sesionistas de primera clase, como Teddy Buckner (trompeta), Lloyd Glenn (piano), Billy Hadnott (bajo), and Jack McVea (saxo tenor).
Después de su trabajo para Black & White, grabó entre 1950 y 1954 para el sello Imperial. En los próximos cinco años, Walker únicamente grabó el disco T-Bone Blues, grabado en tres sesiones en 1955, 1956, y 1959, y finalmente lanzado por el sello Atlantic en 1960.
A principios de la década de 1960, la carrera de Walker se había ralentizado, a pesar de una enérgica actuación en el American Folk Blues Festival en 1962 con el pianista Memphis Slim y el prolífico escritor y músico Willie Dixon, entre otros. Sin embargo, le siguieron varios álbumes aclamados por la crítica, como I Want a Little Girl (grabado para Delmark Records en 1968). Walker grabó en sus últimos años, de 1968 a 1975, para la compañía Music publishing de Robin Hemingway, Jitney Jane Songs. Ganó un Premio Grammy a la Mejor Grabación de Folk Étnico o Tradicional en 1970 por Good Feelin, mientras firmaba con Polydor Records, producido por Hemingway, seguido de otro álbum producido por Hemingway, Fly Walker Airlines, publicado en 1972.

## Muerte
La carrera de Walker comenzó a decaer tras sufrir un derrame cerebral en 1974. Murió en su casa de Los Ángeles de neumonía bronquial tras otro derrame cerebral en marzo de 1975, a la edad de 64 años.Sus restos se encuentran en el Cementerio Inglewood Park de Los Ángeles, California.

## Legado
Walker fue incluido póstumamente en el Salón de la Fama del Blues en 1980 y en el Salón de la Fama del Rock and Roll en 1987. Influyó en generaciones de músicos.
Chuck Berry nombró a Walker y Louis Jordan como sus principales influencias. BB King citó escuchar la grabación de Walker de "Stormy Monday" como su inspiración para conseguir una guitarra eléctrica. En su autobiografía de 1996, King comentó que cuando escuchó a Walker por primera vez, pensó: "Jesús mismo había regresado a la tierra tocando la guitarra eléctrica. El blues de T-Bone llenó mis entrañas de alegría y buenos sentimientos. Me convertí en su discípulo. Y sigo siéndolo hoy. Mi mayor deuda musical es con T-Bone". El pionero solista del blues-rock Lonnie Mack nombró a Walker su principal influencia en la guitarra de blues.  Walker era admirado por Jimi Hendrix, quien imitó el truco de Walker de tocar la guitarra con los dientes. Steve Miller declaró que en 1952, cuando tenía ocho años, Walker le enseñó a tocar la guitarra a sus espaldas y también con los dientes. Era amigo de la familia y un visitante frecuente de la casa familiar de Miller, y Miller lo considera una gran influencia en su carrera. "Stormy Monday" era uno de los temas favoritos en vivo de la Allman Brothers Band. La banda de rock británica Jethro Tull versionó "Stormy Monday" de Walker en 1968 para "Top Gear" de John Peel. Eva Cassidy interpretó "Stormy Monday" en su grabación de 1996, " Live at Blues Alley" .
Según Cleveland.com, Walker podría haber sido el mejor guitarrista de R&B. Fue pionero del blues eléctrico al convertirse en el primer artista en hacer de la guitarra eléctrica un instrumento solista y una pieza central de sus impresionantes conciertos.